# Tscherskia
Tscherskia је род хрчака из породице Cricetidae, који се насањени у Сибиру, Корејском полуострву и Кини. 

## Врсте
Садржи само једну врсту:
- Велики дугорепи хрчак (Tscherskia triton')